# Xenaspoides
Xenaspoides är ett släkte av tvåvingar. Xenaspoides ingår i familjen bredmunsflugor.
Kladogram enligt Catalogue of Life:
| Xenaspoides | \| \| Xenaspoides cyaneus \| \| \| \| \| \| Xenaspoides ichneumoneus \| \| \| \| |
|             | \| \| Xenaspoides cyaneus \| \| \| \| \| \| Xenaspoides ichneumoneus \| \| \| \| |
|             | Xenaspoides cyaneus                                                              |
|             |                                                                                  |
|             | Xenaspoides ichneumoneus                                                         |
|             |                                                                                  |